# Jonas Höglund
Pour les articles homonymes, voir Höglund.
Jonas Höglund (né le 29 août 1972 à Hammarö en Suède) est un joueur professionnel suédois de hockey sur glace.

## Carrière de joueur
Il a été choisi par les Flames de Calgary au cours du repêchage d'entrée dans la LNH 1992 en 222e position lors du 10e tour. Il jouait alors pour le Färjestads BK, qu'il quitta pour les Flames en 1996, alors qu'il venait de remporter le titre de meilleur buteur de l'Elitserien.
En 1998, il a été échangé en compagnie de Zarley Zalapski aux Canadiens de Montréal contre Valeri Boure et un choix de repêchage. En juillet 1999, il rejoignit les Maple Leafs de Toronto en tant qu'agent libre avec lesquels il joua quatre saisons. Il y joua souvent en compagnie de ses compatriotes Mats Sundin et Mikael Renberg avec lesquels ils formaient la Tre Kronor line.
En septembre 2003, il signa un contrat avec les Panthers de la Floride mais n'ayant pas convaincu lors du camp d'entraînement, il les quitta pour rejoindre le HC Davos dans la Ligue Nationale A (LNA). L'année suivante, il retourna jouer en Suède avec Färjestad. Le club du Värmland échoua en finale du championnat contre Frölunda en 2005 mais prit sa revanche contre la même équipe l'année suivante. Höglund met un terme à sa carrière en 2010.

## Carrière internationale
Il a aussi évolué avec l'équipe de Suède aux championnats du monde en 1997, 2003, 2004 et 2005. En 1997, 2003 et 2004, il remporta la médaille d'argent, battu à chaque fois par l'équipe canadienne en finale.

## Statistiques
Pour les significations des abréviations, voir Statistiques du hockey sur glace.
| Saison     | Équipe                 | Ligue       |     | Saison régulière | Saison régulière | Saison régulière | Saison régulière | Saison régulière |    | Séries éliminatoires | Séries éliminatoires | Séries éliminatoires | Séries éliminatoires | Séries éliminatoires |
| Saison     | Équipe                 | Ligue       | PJ  | B                | A                | Pts              | Pun              | PJ               | B  | A                    | Pts                  | Pun                  |                      |                      |
| 1988-1989  | Färjestads BK          | Elitserien  | 1   | 0                | 0                | 0                | 0                |                  |    |                      |                      |                      |                      |                      |
| 1990-1991  | Färjestads BK          | Elitserien  | 40  | 5                | 5                | 10               | 4                |                  |    |                      |                      |                      |                      |                      |
| 1991-1992  | Färjestads BK          | Elitserien  | 40  | 14               | 11               | 25               | 6                |                  |    |                      |                      |                      |                      |                      |
| 1992-1993  | Färjestads BK          | Elitserien  | 40  | 13               | 13               | 26               | 14               |                  |    |                      |                      |                      |                      |                      |
| 1993-1994  | Färjestads BK          | Elitserien  | 22  | 7                | 2                | 9                | 10               |                  |    |                      |                      |                      |                      |                      |
| 1994-1995  | Färjestads BK          | Elitserien  | 40  | 14               | 12               | 26               | 16               | 4                | 3  | 2                    | 5                    | 0                    |                      |                      |
| 1995-1996  | Färjestads BK          | Elitserien  | 40  | 32               | 11               | 43               | 18               | 8                | 2  | 1                    | 3                    | 6                    |                      |                      |
| 1996-1997  | Flames de Calgary      | LNH         | 68  | 19               | 16               | 35               | 12               | --               | -- | --                   | --                   | --                   |                      |                      |
| 1997-1998  | Flames de Calgary      | LNH         | 50  | 6                | 8                | 14               | 16               | --               | -- | --                   | --                   | --                   |                      |                      |
| 1997-1998  | Canadiens de Montréal  | LNH         | 28  | 6                | 5                | 11               | 6                | 10               | 2  | 0                    | 2                    | 0                    |                      |                      |
| 1998-1999  | Canadiens de Montréal  | LNH         | 74  | 8                | 10               | 18               | 16               | --               | -- | --                   | --                   | --                   |                      |                      |
| 1999-2000  | Maple Leafs de Toronto | LNH         | 82  | 29               | 27               | 56               | 10               | 12               | 2  | 4                    | 6                    | 2                    |                      |                      |
| 2000-2001  | Maple Leafs de Toronto | LNH         | 82  | 23               | 26               | 49               | 14               | 10               | 0  | 0                    | 0                    | 4                    |                      |                      |
| 2001-2002  | Maple Leafs de Toronto | LNH         | 82  | 13               | 34               | 47               | 26               | 20               | 4  | 6                    | 10                   | 2                    |                      |                      |
| 2002-2003  | Maple Leafs de Toronto | LNH         | 79  | 13               | 19               | 32               | 12               | 7                | 0  | 1                    | 1                    | 0                    |                      |                      |
| 2003-2004  | HC Davos               | LNA         | 34  | 24               | 19               | 43               | 20               | 1                | 0  | 0                    | 0                    | 0                    |                      |                      |
| 2004-2005  | Färjestads BK          | Elitserien  | 49  | 15               | 17               | 32               | 24               | 15               | 4  | 7                    | 11                   | 8                    |                      |                      |
| 2005-2006  | Färjestads BK          | Elitserien  | 49  | 10               | 14               | 24               | 24               | 18               | 6  | 10                   | 16                   | 16                   |                      |                      |
| 2006-2007  | Färjestads BK          | Elitserien  | 55  | 20               | 12               | 32               | 18               |                  |    |                      |                      |                      |                      |                      |
| 2007-2008  | HC Lugano              | LNA         | 10  | 6                | 2                | 8                | 4                |                  |    |                      |                      |                      |                      |                      |
| 2007-2008  | Färjestads BK          | Elitserien  | 36  | 2                | 7                | 9                | 32               | --               | -- | --                   | --                   | --                   |                      |                      |
| 2008-2009  | Malmö Redhawks         | Allsvenskan | 35  | 24               | 12               | 36               | 16               |                  |    |                      |                      |                      |                      |                      |
| 2008-2009  | Södertälje SK          | Elitserien  | 7   | 2                | 2                | 4                | 2                |                  |    |                      |                      |                      |                      |                      |
| 2008-2009  | Södertälje SK          | Kvalserien  |     |                  |                  |                  |                  | 10               | 3  | 3                    | 6                    | 6                    |                      |                      |
| 2009-2010  | Skåre BK               | Division 1  | 7   | 4                | 5                | 9                | 0                |                  |    |                      |                      |                      |                      |                      |
| Totaux LNH | Totaux LNH             | Totaux LNH  | 545 | 117              | 145              | 262              | 112              | 59               | 8  | 11                   | 19                   | 8                    |                      |                      |